# Пауэлл (водохранилище)
Пауэлл (англ. Lake Powell) — водохранилище на реке Колорадо, расположенный на территории американских штатов Юта и Аризона. Второе по величине водохранилище в Соединённых Штатах Америки после Мид, содержит 30 км³ воды при полноводье.
В 1972 году озеро и окружающие его территории вошли в состав национальной зоны отдыха «Глен-Каньон».
В центральной части водохранилища расположен залив Падре-Бей.

## В произведениях культуры

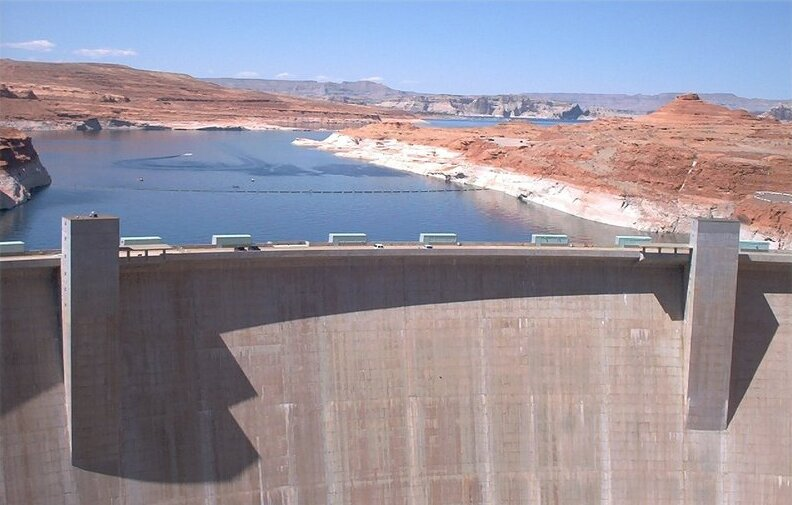
Плотина Глен-Каньон и вид на водохранилище Пауэлл

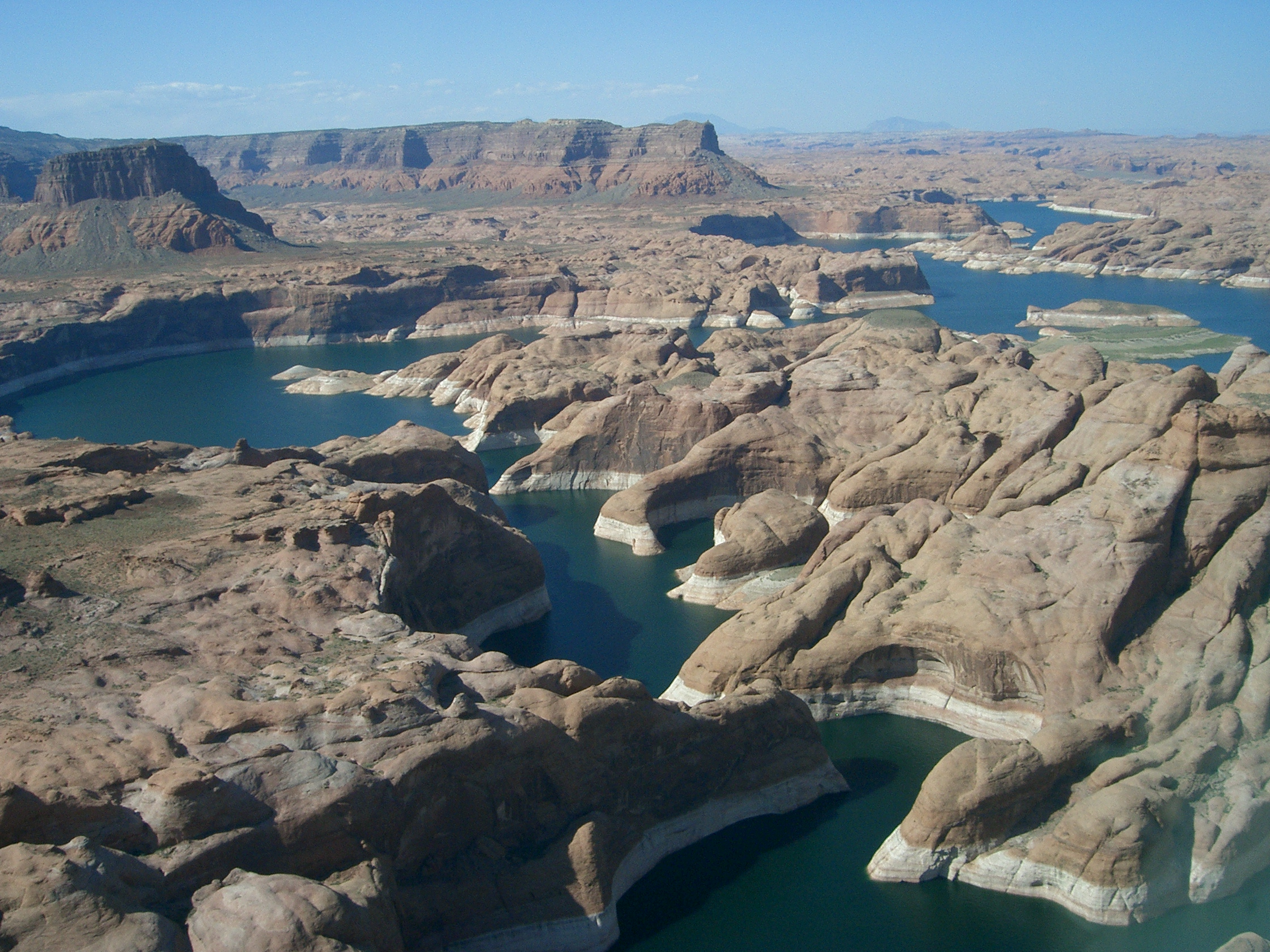
Озеро Пауэлл, май 2007, период низкой воды

Озеро показано примерно в 45 теле- и кинофильмах в число которых входят:
- Фильм Альфонсо Куарона «Гравитация». По сюжету на мелководье водохранилища Пауэлл совершает экстренную посадку спускаемый аппарат космического корабля «Шэньчжоу», на борту которого была Райан Стоун, единственная оставшаяся в живых участница экспедиции «Эксплорер» STS-157.
- Джон Картер (2012)
- Сериал Доктор Кто, эпизоды Невозможный астронавт и Свадьба Ривер Сонг (2011)
- Эволюция (2001)
- Фильмы серии Планета обезьян (1968 и 2001)
- Мэверик (1994)
- Прогулки с монстрами канала BBC о девонском периоде